# Acalolepta microspinicollis
Acalolepta microspinicollis es una especie de escarabajo longicornio del género Acalolepta, tribu Monochamini, subfamilia Lamiinae. Fue descrita científicamente por Breuning en 1961.
Se distribuye por Vietnam. Mide aproximadamente 8 milímetros de longitud.